# Slowakisches Nationalmuseum

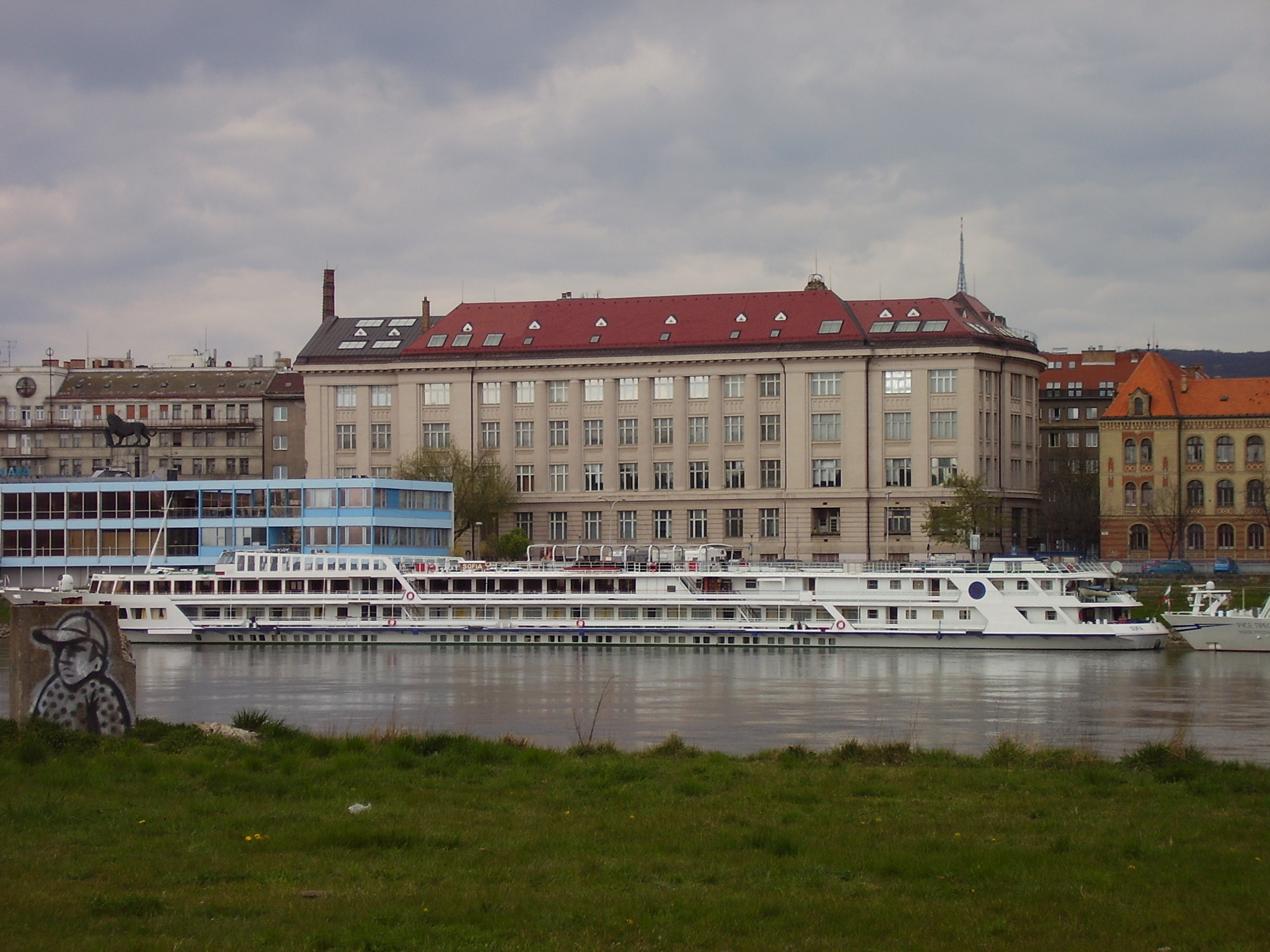
Hauptgebäude des Slowakischen Nationalmuseums in Bratislava, am rechten Ufer der Donau

Das Slowakische Nationalmuseum (Slovenské národné múzeum) ist die bedeutendste museologische Institution der Slowakei. Der Hauptsitz befindet sich in Bratislava, zum Verbund gehören jedoch 18 Museen, von denen sich die meisten außerhalb der Hauptstadt befinden.

## Geschichte
Der Ursprung des Slowakischen Nationalmuseums liegt im Museum der Matica slovenská und im Museum des nationalen Hauses in Martin, welche die slowakische Museologie begründeten. Die erste permanente Ausstellung wurde 1908 in Martin eröffnet, sie vereinte Archäologie, Ethnografie, Geschichte, Numismatik, Kunst und naturwissenschaftliche Sammlungen. 1924 wurde in Bratislava das Slowakische Heimatmuseum gegründet. Im selben Jahr eröffnete das Tschechoslowakische Landwirtschaftsmuseum in Prag eine Zweigstelle in Bratislava. 1940 wurden beide Museen zum Slowakischen Museum vereinigt. Mit der Vereinigung des Slowakischen Museums und des Slowakischen Nationalmuseums in Martin im Jahr 1961 entstand das Slowakische Nationalmuseum mit Sitz in Bratislava.

## Museen

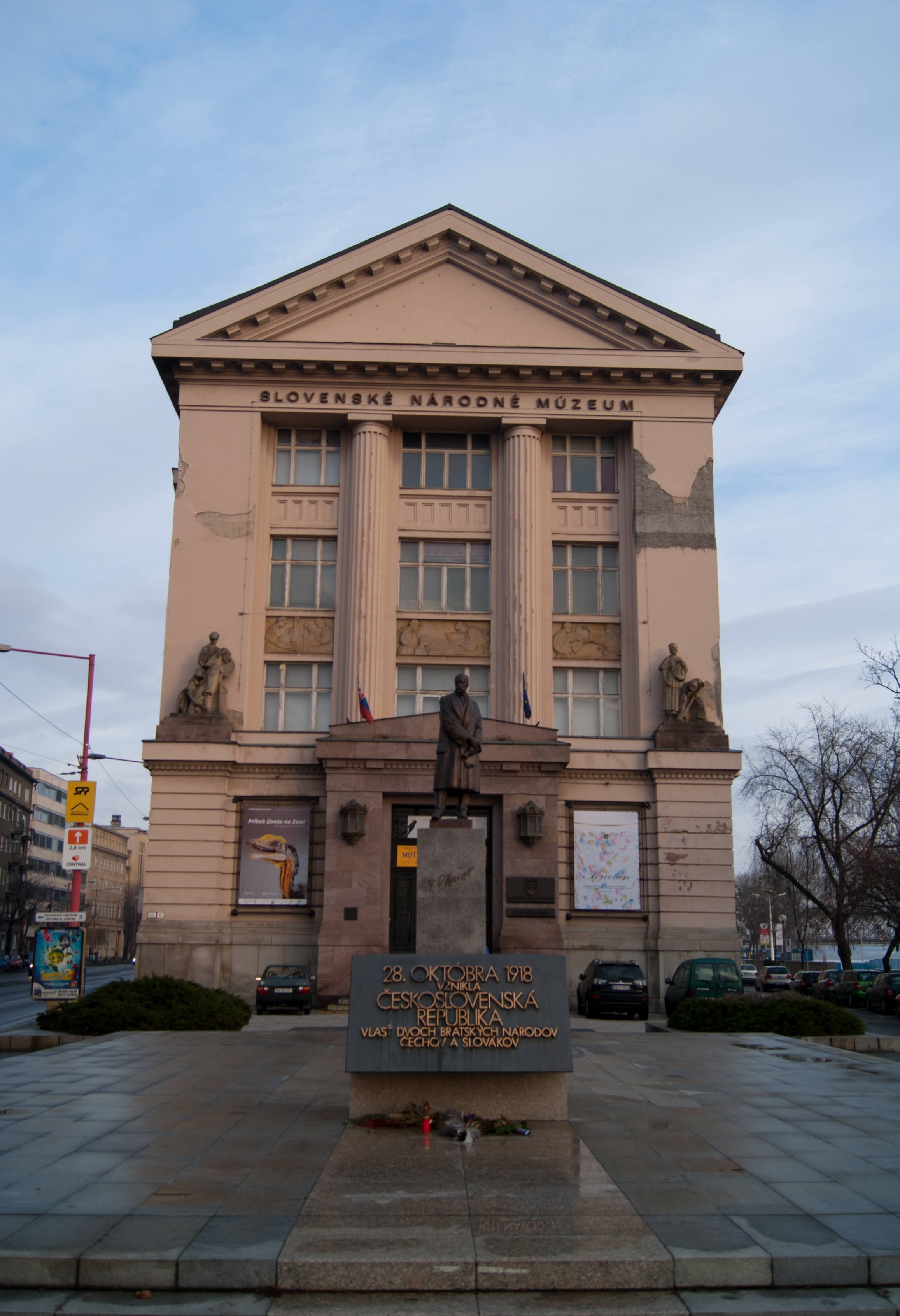
Frontansicht des Naturhistorischen Museums (2013)

- Naturhistorisches Museum (Bratislava)
- Archäologisches Museum (Bratislava)
- Historisches Museum (Burg Bratislava)
- Ethnografisches Museum (Martin)
- Museum der Slowakischen Nationalräte (Myjava)
- Andrej-Kmeť-Museum (Martin)
- Museum des slowakischen Dorfes (Martin)
- Musikmuseum (Dolná Krupá)
- Museum Červený Kameň (Burg Červený Kameň)
- Betliar-Museum (Betliar: Schloss Betliar und Burg Krásna Hôrka)
- Bojnice-Museum (Schloss Bojnice)
- Zipser Museum (Levoča und Zipser Burg)
- Puppen- und Spielzeugmuseum (Modrý Kameň)
- Museum der Jüdischen Kultur (Bratislava, weitere Ausstellungen in Trnava, Žilina und Prešov)
- Museum der ungarischen Kultur in der Slowakei (Bratislava)
- Museum der Karpatendeutschen (Bratislava)
- Museum der ukrainischen Kultur (Svidník)
- Museum Ľudovít Štúr (Modra)
- Museum der kroatischen Kultur in der Slowakei (Devínska Nová Ves)